# Simfonia núm. 7 (Rautavaara)
La Simfonia núm. 7, subtitulada Angel of Light, va ser composta pel compositor finlandès Einojuhani Rautavaara el 1994. Originalment, era coneguda com The Bloomington Symphony, ja que va ser encarregada per celebrar el 25è aniversari de la fundació de l'Orquestra Simfònica de Bloomington. Pertany a la seva Sèrie dels Àngels, inspirada en somnis i revelacions infantils, la simfonia va guanyar una gran popularitat per la seva profunda espiritualitat. La primera actuació va ser per l'Orquestra Simfònica de Bloomington el 1994. El 1997 l'estrena de l'enregistrament, de Segerstam, va ser nominada al premi Grammy a la "Millor composició clàssica contemporània".
Angel of Light és un nou enllaç a la 'Sèrie dels Àngels' que va començar el 1978 amb Angels and Visitations i que conté per exemple el Concert per a contrabaix Angel of Dusk del 1980 o Playgrounds for Angels del 1981. Segons Rautavaara, aquests àngels no provenien de contes de fades ni tenen un origen religiós, sinó que sorgeixen de la convicció que hi ha altres realitats totalment diferents de les que tenim consciència.

## Moviments
1. Tranquillo (uns 12 minuts)
2. Molto allegro (uns 6 minuts)
3. Come un sogno (uns 10 minuts)
4. Pesante - Cantabile (uns 10 minuts)

## Instrumentació
| - 2 Flautes - 2 Oboès - 2 Clarinets en si♭ - 2 Fagots | - 4 Trompes en fa - 3 Trompetes en si♭ - 3 Trombons - 1 Tuba | - Timbales - Plats - Caixa - Glockenspiel - Xilòfon - Marimba - Vibràfon - Tom-tom - Tam-tam | - Violins I - Violins II - Violes - Violoncels - Contrabaixos - Arpa |

## Enregistraments
| Orquestra                          | Director       | Companyia discogràfica | Any de gravació | Format |
| ---------------------------------- | -------------- | ---------------------- | --------------- | ------ |
| Orquestra Filharmònica de Hèlsinki | Leif Segerstam | Ondine Records         | 1995            | CD     |
| Orquestra Simfònica de Lahti       | Osmo Vänskä    | Rècords BIS            | 1999            | CD     |
| Royal Scottish National Orchestra  | Hannu Koivula  | Naxos Records          | 2001            | CD     |